# Keksz
A keksz kisméretű, száraz péktermék, amelyet különböző élelmiszeripari alapanyagok (pl. liszt, tojás, vaj, cukor) és segédanyagok (pl. sütőpor, só, édesítőszerek, fűszerek) felhasználásával állítanak elő.

## A keksz története
A civilizációk kialakulásakor  a méz és a gyümölcsök voltak az édességek fő alapanyagai, amelyeket különböző formában fogyasztottak az egyiptomi, arab, kínai, görög és római kultúrában. Később ezek egyre változatosabb receptek szerint készültek és szerves részeivé váltak a vallásos szertartásoknak és az ünnepi alkalmaknak.
A középkorban az angol pékek úgy készítettek kekszet, hogy a kisült kenyeret megédesítették és visszarakták a kemencébe, hogy megkeményedjen (kétszersült). A kereskedelem bővülésével külföldről behozott magvakkal, szárított gyümölcsökkel és fűszerekkel ízesítették a kekszeket és süteményeket. Kezdetben csak a gazdagok férhettek hozzá ezekhez a luxuscikkekhez, de később – az árak csökkenésével – egyre több ember élvezhette ízüket.

### A név története
A keksz angol neve, a biscuit, azaz "kétszer megsütve" a franciából származik, de egyes állítások szerint a német Keks szót az angol cakes szóból ferdítette a Bahlsen cég, s azóta vált gyűjtőfogalommá. Feltehetően ebből született a magyar keksz szó is. (Magyarországon az 1920-as, 1930-as években még a kéksz alakváltozatot használták írásban, ami arra utal, hogy az elnevezés angolból lett átvéve.) Bár a modern olaszországi nyelvjárásban a biscotto szó mindenféle cukrászterméket jelent, és nem az ízletes édességekre utalva, mégis a világ legnagyobb részén olyan jelentéssel bír, mint a mi nyelvünkben: keményre sütött, ropogós, morzsálódó édességre, kivéve az Amerikai Egyesült Államokat és Kanadát, ahol egyszer átsütött, puhább cukrászterméket jelent.

## A keksz a brit kultúrában

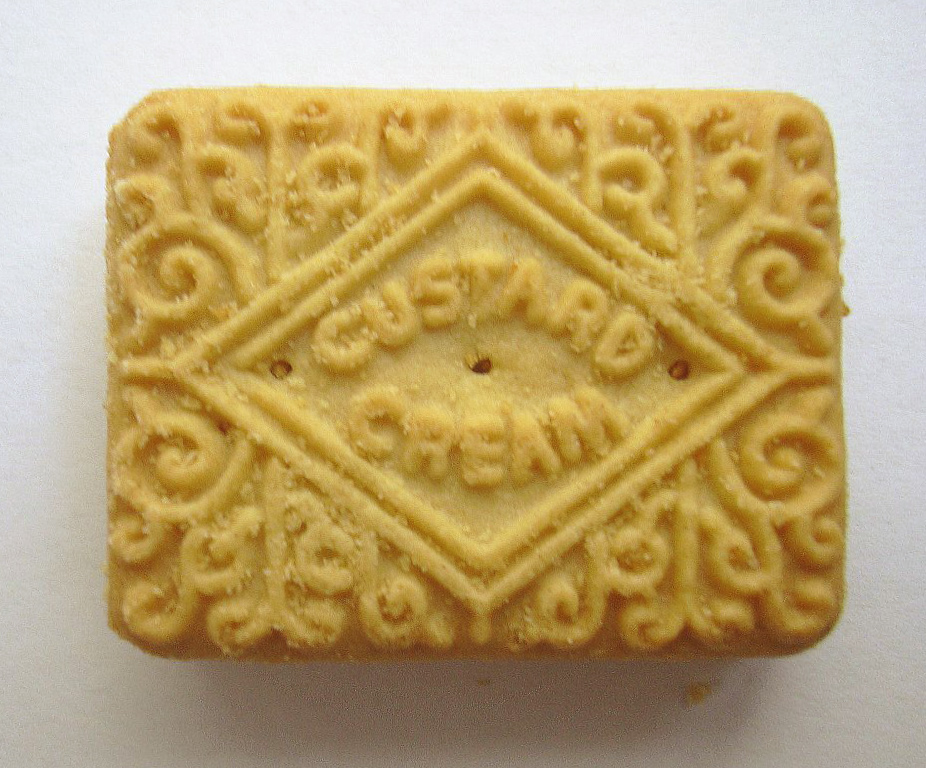
Egy tejsodós keksz fényképe

A keksz ropogós ínyencfalatot jelent: kis méretű, lapos süteményt, mint Észak-Amerikában ahol „cookie”-nak (sütikének), vagy „crackernek” (ropogtatnivalónak) nevezik. A keksz szó értelmezhető a szendvics típusú kekszekre is, ahol egy réteg (csokoládé, vanília vagy eper) krém avagy lekvár van betéve két réteg keksz közé (pilóta típusú kekszek). Az Egyesült Királyságban a „cookie” szó csak meghatározott édességekre vonatkozik, mint például a „chocolate chip cookie”-ra („csokoládés kis sütikék”), vagy az amerikai stílusú nagyobb és puhább kekszekre.
Édes kekszeket gyakran esznek ropogtatnivalóként. Általában búzalisztből készül, mézzel vagy cukorral édesítve. A különböző változatok tartalmazhatnak csokoládét, gyümölcsdarabkákat, lekvárt, mogyorót, vagy helyenként más ételeket töltenek bele. A legtöbb angliai szupermarketben a kekszek számára külön szekció van. Az Egyesült Királyságban nemzeti hagyománynak számít a keksz és a tea együttes fogyasztása: a keksz a tea nélkülözhetetlen kísérője. Számos teafogyasztó beleáztatja a kekszét a teába, így élvezve a teával átitatott puhább keksz elfogyasztását a tea fogyasztása előtt.
Főétkezések után sós kekszeket – és sok más ahhoz hasonló pékterméket – sajttal fogyasztanak. Más ízesítéssel is található keksz a piacon, például hagyma, sajt, avagy olvasztott sajt, és oliva ízesítésű kekszek. Általában ezen típusú kekszeknek is megvan a maguk helye a szupermarketekben, leggyakrabban az édes kekszek szekciója mellett.
Az édes keksz elnevezésére Ausztráliában, Dél-Afrikában, Indiában és Írországban többnyire a keksz szó angol jelentését használják. Itt említendő meg két híres ausztráliai-ázsiai kekszfajta, az Anzac-keksz (vajas-kókuszos zabkeksz) és a Tim Tam keksz (csokoládéval bevont két négyszögletes csokoládés malátakeksz között csokoládékrém). Nem elfelejtendő az Amerikai Egyesült Államok egyik legkiemelkedőbb sütemény- és kekszkészítőjét megemlíteni, a The National Biscuit Companyt, azaz mai nevén a Nabisco céget.

## Az észak-amerikai kultúrában

### Biscuit

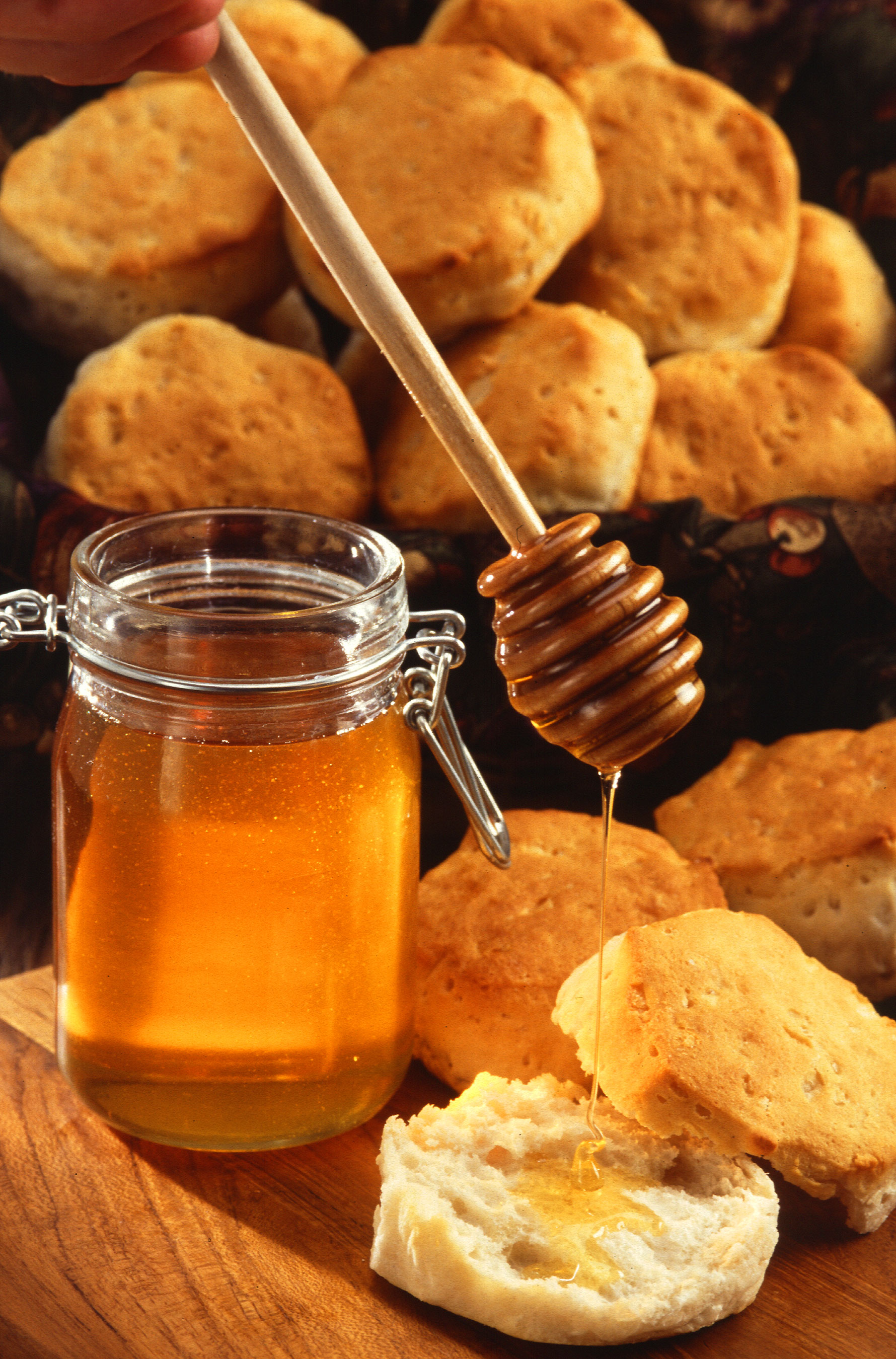
Amerikai keksz mézzel

Az amerikai angolban a biscuit szó olyan kis méretű kenyeret, pékterméket jelöl, amely sütőport, szódabikarbónát, vagy élesztőt tartalmaz. A kovász használata már nem annyira jellemző. A keksz, mint péktermék olyan készítményt jelent, amit hamar el lehet készíteni, ezért is nevezik gyors kenyérnek, fastbreadnek. Sok esetben az amerikai biscuit a magyar pogácsához hasonlítható. A magyar keksznek megfelelő változatot inkább a cookie névvel illetik.
A biscuitek kellemesen pirult barna külsővel és puha belsővel bírnak, hasonlóan sok angliai társukhoz. Az édes biscuit részlegesen vagy teljesen be van vonva, avagy tartalmaz különböző ízesítőanyagokat, például gyümölcs, általában eper, dzsúszalapú szörp, és egyéb krémeket. Kanadában a sós és az édes biscuiteket egyaránt ugyanúgy nevezik, esetleg még sütőporos kekszeknek, vagy teakekszeknek is nevezik azokat.
A biscuitek nagyon elterjedtek a dél-amerikai konyhaművészetben is, és általában íróval (tejtermék) készülnek. A régióban hagyományosan kísérő fogásként szokták felszolgálni a főfogások mellé. Mint a reggeli kelléke, gyakran fogyasztják vajjal, alacsony cukortartalmú cukornádszörppel, cirokszörppel, mézzel és dzsemmel. Más fogásokkal együtt adva általában vajjal vagy édes mártással körítik. Ezek a kekszek nem tartalmaznak édes fűszereket. A édes mártással tálalt biscuit a reggeli elmaradhatatlan része, gyakran a főfogás.
Az alap biscuitrecept szokásos változata a sajtos biscuit, amely cheddar sajt vagy ömlesztett sajt (amerikai sajt) hozzáadásával készül.
Az amerikai biscuit többféleképpen elkészíthető. A tésztát kinyújtva vághatunk belőle köröket, ami a sütés közben réteges hengerré alakul, mint Magyarországon a hajtogatott pogácsa. Ha egy kis vizet adunk hozzá, a tészta sokkal puhábbá és formálhatóbbá válik, és így egy kiskanál segítségével cseppentett kekszet (drop biscuit) készíthetünk belőle. Létezik még a nagy csepp keksz is, az eltérő mérete és a kemény külső felülete miatt, amit még macskafej keksznek (cathead biscuit) is neveznek. Előreformázott, félkész kekszek vásárolhatóak a szupermarketekben, kis tésztahenger formájában, kartondobozokban.
A biscuit mindenütt jelenlevő termék az Egyesült Államokban, és keksz-szendvics formájában szerves része a gyorsétterem-láncok nyújtotta reggelinek. A keksz-szendvics először a Hardee's étteremláncban jelent meg, válaszként a McDonald’s Egg McMuffin nevű "ételére". A hagyományos vidéki recepttől eltérően a Hardee's még kolbászt, sajtot, tojást, steaket és csirkét adott a reggelihez. A reggeli kekszek sokkal nagyobbak, mint az átlagos kekszek, ugyanakkorák vagy nagyobbak, mint egy átlagos, gyorséttermi hamburger. Ezenfelül a kekszet még köretnek is használják a sült csirke mellé, mint például a Kentucky Fried Chicken, Church's Chicken, Popeyes Chicken & Biscuits és a Bojangles' Famous Chicken 'n' Biscuits gyorsétteremláncok.

## Kutyakekszek
A kutyakekszek kiegészítőként szolgálnak a szokásos napi étel mellé a kutyák számára, hasonlóan az emberi táplálkozási szokásokhoz. Ezek általában kemények és szárazak. A kutyakekszeket általában csontot utánzó, laposabb alakban állítják elő és árulják. A gyártók szerint a keksz formája, keménysége és szárazsága miatt segít a kutyák fogainak a tisztán tartásában, így elősegítve a kutyák szájüregének egészségét.[forrás?]

## Fordítás
- Ez a szócikk részben vagy egészben  a   Biscuit című angol Wikipédia-szócikk fordításán alapul.  Az eredeti cikk szerkesztőit annak laptörténete sorolja fel. Ez a jelzés csupán a megfogalmazás eredetét és a szerzői jogokat jelzi, nem szolgál a cikkben szereplő információk forrásmegjelöléseként.